# Tomas Ries
Thomas (Tomas) Herbert Ries, född 29 december 1953 i Gettysburg, Pennsylvania, är en amerikansk forskare i säkerhetspolitik.
Ries, som har finländska rötter, är uppvuxen i Genève, där han även avlade doktorsexamen. Han är en internationellt uppmärksammad forskare och debattör. Han verkade 1986–1992 i Norge vid Norsk utenrikspolitisk institutt och Institutt for forsvarsstudier, 1992–1997 i Genève bland annat som föreståndare för en internationell kurs i säkerhetspolitik och 1997–2004 som specialforskare vid Försvarshögskolans strategiska avdelning i Helsingfors och var 2005–2010 direktör för Utrikespolitiska Institutet i Stockholm. Han utgav 1988 arbetet Cold will (finsk översättning Luja tahto, 1989), en för den internationella publiken avsedd skildring av Finlands försvarsmakt från 1918 fram till kalla krigets slut. Han har blivit känd bland annat som förespråkare för en finländsk anslutning till Nato.